# Victor Vlad Delamarina (Timiș)
Victor Vlad Delamarina is een gemeente in het Roemeense district Timiș en ligt in de regio Banaat in het westen van Roemenië. De gemeente telt 2810 inwoners (2005).

## Geografie
De oppervlakte van Victor Vlad Delamarina bedraagt 111,67 km², de bevolkingsdichtheid is 25 inwoners per km².
De gemeente bestaat uit de volgende dorpen: Herendești, Honorici, Pădureni, Petroasa Mare, Pini, Victor Vlad Delamarina, Visag.

## Demografie
Van de 2910 inwoners in 2002 zijn 2108 Roemenen, 39 Hongaren, 79 Duitsers, 85 Roma's en 599 van andere etnische groepen (vooral Oekraïners).
Onderstaande figuur toont het verloop van het inwoneraantal vanaf 1880.

## Politiek
De burgemeester van Victor Vlad Delamarina is Ioan Sima (PSD).

## Geschiedenis
In 1717 werd Victor Vlad Delamarina officieel erkend.
De historische Hongaarse naam is Lugoskisfalu.
Vroeger heette de gemeente Satul Mic (Klein dorp), maar nadat de poëet en schrijver Victor Vlad Delamarina, die in de gemeente geboren was, beroemd werd, werd de gemeente naar hem vernoemd.
Balinț · Banloc · Bara · Bârna · Beba Veche · Becicherecu Mic · Belinț · Bethausen · Biled · Birda · Bogda · Boldur · Brestovăț · Cărpiniș · Cenad · Cenei · Checea · Chevereșu Mare · Comloșu Mare · Coșteiu · Criciova · Curtea · Darova · Denta · Dudeștii Noi · Dudeștii Vechi · Dumbrava · Dumbrăvița · Fibiș · Fârdea · Foeni · Gavojdia · Ghilad · Ghiroda · Ghizela · Giarmata · Giera · Giroc · Giulvăz · Gottlob · Iecea Mare · Jamu Mare · Jebel · Lenauheim · Liebling · Lovrin · Margina · Mașloc · Mănăștiur · Moravița · Moșnița Nouă · Nădrag · Nițchidorf · Ohaba Lungă · Orțișoara · Parța · Pădureni · Peciu Nou · Periam · Pietroasa · Pișchia · Racovița · Remetea Mare · Sacoșu Turcesc · Saravale · Satchinez · Săcălaz · Secaș · Sânandrei · Sânmihaiu Român · Sânpetru Mare · Șag · Şandra · Știuca · Teremia Mare · Tomești · Tomnatic · Topolovățu Mare · Tormac · Traian Vuia · Uivar · Valcani · Variaș · Victor Vlad Delamarina · Voiteg